# 阿蘭惠斯協奏曲
《阿蘭惠斯協奏曲》（西班牙語：Concierto de Aranjuez）是西班牙作曲家華金·羅德里戈（Joaquín Rodrigo）為古典吉他與管弦樂團所作的吉他名曲。它是羅德里戈最著名的作品，並且它的成功確立了羅德里戈作爲西班牙二十世紀最重要的作曲家之一的身份。

## 簡介
此曲寫於1939年巴黎，1940年11月9日首演於巴塞隆拿，由吉他演奏家雷希諾·薩因斯·德·拉·馬薩（Regino Sainz de la Maza）、巴塞隆拿交響樂團及指揮拉薩利（César Mendoza Lasalle）擔任這次表演。一個月後再於馬德里公演。作曲家把作品題獻給馬薩。
樂曲改編自17世紀作曲家加斯帕·桑斯（Gaspar Sanz）的舞曲。
最著名的段落為第二樂章，它是羅德里戈對他和妻子攜手漫步於阿蘭胡埃斯王宮的甜蜜回憶。在這個慢板樂章，吉他以顫音和撥弦等裝飾奏變換於各音域之間，展現出時而明亮時而低沉的音色。
羅德里戈應西班牙豎琴家尼卡諾爾·薩巴萊塔（Nicanor Zabaleta）的請求，在1974年將此曲改編成豎琴和管弦樂團的協奏曲。
《阿蘭惠斯協奏曲》兼具繁複的演奏技巧與高度的音樂性，始終是吉他協奏曲中演出頻率最高的樂曲，也為吉他音樂樹立了新的里程碑。

## 配器
- 獨奏樂器：吉他
- 木管樂器：2支長笛（第2長笛兼任短笛）、2支雙簧管（第2雙簧管兼任英國管）、2支單簧管、2巴松管
- 銅管樂器：2支圓號、2支小號
- 弦樂器：第1小提琴、第2小提琴、中提琴、大提琴、低音提琴

## 樂曲結構
本樂曲共分為三個樂章。
- 第1樂章：精神的快板（Allegro con spirito），6/8
- 第2樂章：慢板（Adagio），4/4
- 第3樂章：雅緻的快板（Allegro gentile），2/4及3/4混合